# STS-35
STS-35 (englisch Space Transportation System) ist eine Missionsbezeichnung für das US-amerikanische Space Shuttle Columbia (OV-102) der NASA. Der Start erfolgte am 2. Dezember 1990. Es war die 38. Space-Shuttle-Mission und der zehnte Flug der Raumfähre Columbia.
Die Mission sollte bereits im März 1986 von der Columbia unter der Bezeichnung STS-61-E durchgeführt werden, wurde jedoch aufgrund der Challenger-Katastrophe ausgesetzt.

## Mannschaft
- Vance Brand (4. Raumflug), Kommandant
- Guy Gardner (2. Raumflug), Pilot
- Jeffrey Hoffman (2. Raumflug), Missionsspezialist
- John Lounge (3. Raumflug), Missionsspezialist
- Robert Parker (2. Raumflug), Missionsspezialist
- Samuel Durrance (1. Raumflug), Nutzlastspezialist, Johns Hopkins University
- Ronald Parise (1. Raumflug), Nutzlastspezialist, Computer Sciences Corporation

### Ersatzmannschaft
- Kenneth Nordsieck und John Bartoe für Durrance und Parise

Während STS-61-E sollten Richard Richards und David Leestma mitfliegen. Sie wurden durch Gardner und Lounge ersetzt.
Als Kommandant war ursprünglich Jon McBride eingeteilt. Er verließ die NASA jedoch im Mai 1989 und wurde durch Vance Brand ersetzt. Brand kam somit zu seinem vierten Raumflug und war mit knapp 60 Jahren der bis dahin älteste Mensch im All. Dieser Rekord wurde 1996 durch den 61-jährigen Story Musgrave gebrochen. Es war dies der letzte Shuttle-Flug, bei dem einer der Astronauten aus dem Apollo-Programm zum Einsatz kam.

## Missionsüberblick

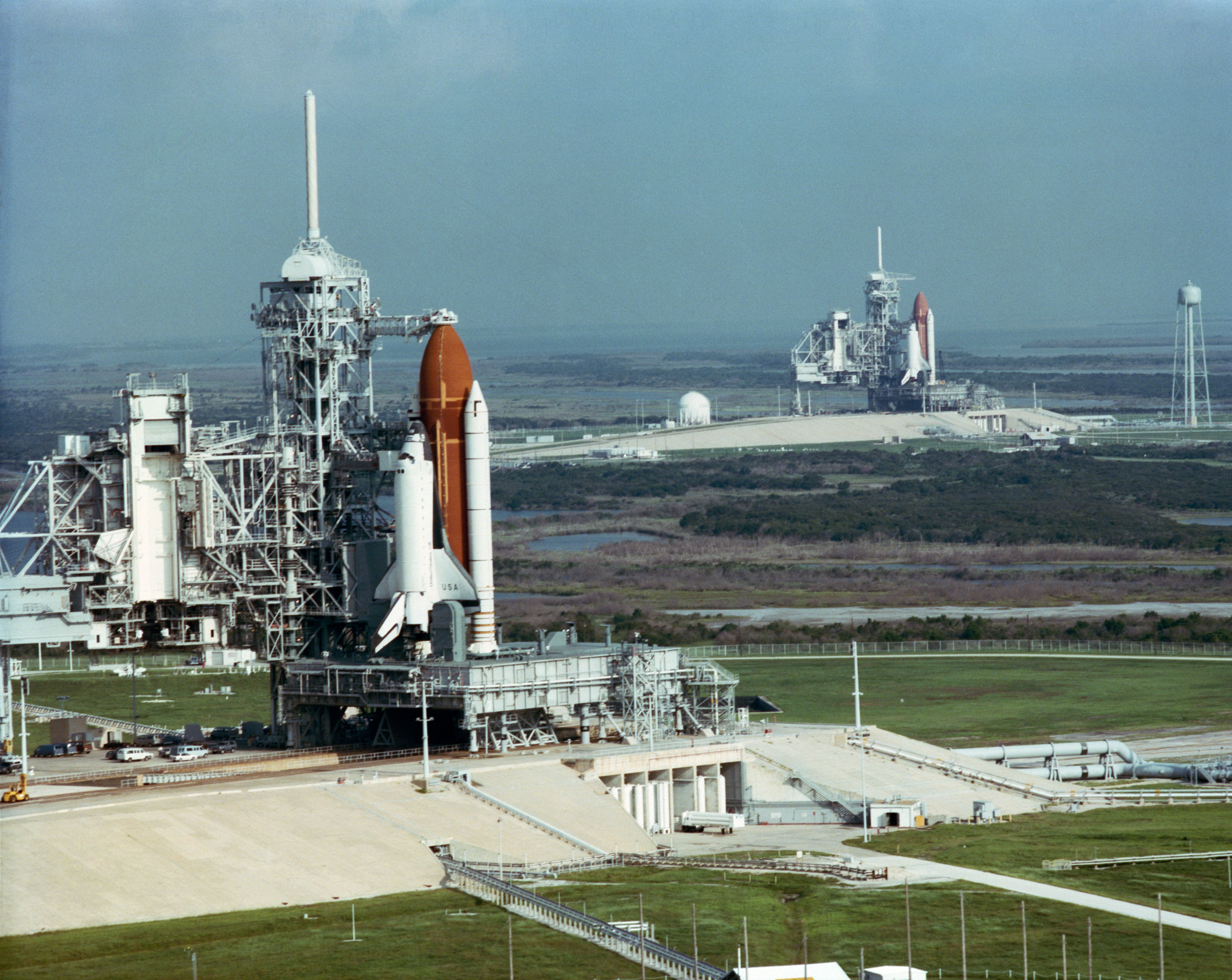
STS-35 und STS-41 auf den Startrampen am KSC

Der zehnte Flug der Raumfähre Columbia hätte nach ursprünglichen Planungen am 16. Mai 1990 beginnen sollen. Wegen eines Fehlers im Kühlsystem des Orbiters wurde der Start aber zunächst auf den 30. Mai verschoben. Beim Betanken für den Start stellte man jedoch fest, dass es im Außentank zwei größere Lecks gab, die nicht auf der Startrampe repariert werden konnten, deshalb wurde das Shuttle zurück ins Vehicle Assembly Building (VAB) gerollt. Deshalb und wegen einiger weiterer Probleme, die sich in der Folge ergaben, wurde der Start um einige Monate verzögert, mehr als je ein anderer Shuttleflug zuvor. Diese Verzögerung führte dazu, dass der Flug STS-41 der Raumfähre Discovery vor STS-35 durchgeführt wurde. Dabei kam es zum zweiten Mal in der Shuttle-Geschichte dazu, dass sich gleichzeitig zwei Shuttles auf den beiden Startrampen befanden. Das erste Mal war es wenige Monate zuvor der Fall gewesen, als STS-35 am 22. April 1990 zum ersten Mal zur Startrampe LC-39A gerollt wurde, während sich Discovery STS-31 noch auf Startrampe LC-39A befand.
Die Columbia hob schließlich am 2. Dezember zur Mission STS-35 ab. Hauptziel der Mission waren astronomische Beobachtungen mit den Geräten der ASTRO-1-Platform im Bereich der UV- und Röntgenstrahlen. Die ASTRO-1-Einheit wurde in der Nutzlastbucht mitgeführt und enthielt folgende Instrumente:

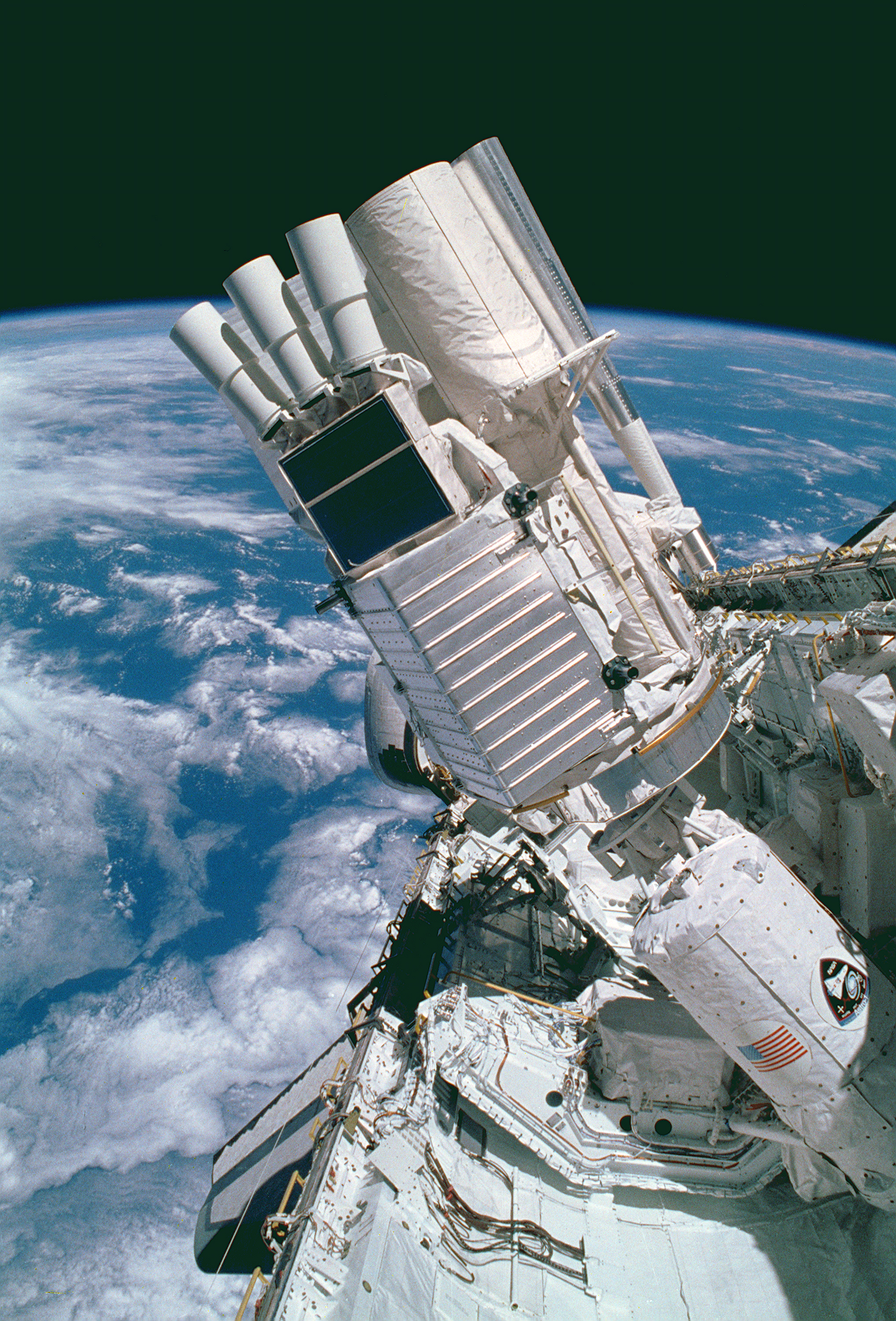
Das Hopkins-Ultraviolett-Teleskop (HUT), das Ultraviolett-Imaging-Teleskop (UIT) und das Wisconsin-Ultraviolett-Photo-Polarimetry-Experiment (WUPPE) im Frachtraum während der Mission STS-35

Hopkins Ultraviolet Telescope (HUT)Teleskop für den ultravioletten Spektralbereich mit 90 cm Spiegeldurchmesser. HUT wurde von der Johns-Hopkins-Universität in Baltimore entwickelt. Es enthielt einen Spektrographen, der die Wellenlängenbereiche 82,5 bis 185 nm und 42 bis 92,5 nm mit etwa 0,3 nm Auflösung abdeckte. Dasselbe Instrument flog später nochmals auf der Mission STS-67.
Wisconsin Ultraviolet Photo-Polarimeter Experiment (WUPPE)Ein Teleskop mit 50 cm Spiegeldurchmesser für Spektroskopie und Polarimetrie im ultravioletten Spektralbereich. WUPPE wurde an der University of Wisconsin entwickelt und nahm Spektren im Wellenlängenbereich 140 bis 330 nm mit einer Auflösung von 0,6 nm auf, während der beiden Missionen wurden insgesamt 260 Datensätze von 186 Himmelsobjekten (hauptsächlich Sterne) gewonnen.
Ultraviolet Imaging Telescope (UIT)Ein Teleskop für den ultravioletten Spektralbereich (120 bis 330 nm) mit 38 cm Spiegeldurchmesser. Entwickelt wurde es vom Goddard Space Flight Center der NASA. Das Gesichtsfeld von UIT betrug 40 Bogenminuten mit einer räumlichen Auflösung von drei Bogensekunden. Während des Fluges wurden 821 Aufnahmen von 66 Objekten gewonnen, dasselbe Instrument flog später nochmals während der Mission STS-67.
Broad Band X-Ray Telescope (BBXRT)Dieses Instrument für die Röntgenastronomie bestand aus zwei Teleskopen mit einem Durchmesser von je 44 cm. Das Instrument wurde vom Laboratory for High Energy Astrophysics der NASA entwickelt und gebaut. Es war nicht auf der ASTRO-1-Plattform montiert, es wurde einfach in der Nutzlastbucht des Shuttles mitgeführt.
Während der Mission gab es einige technische Probleme, so funktionierten zum Beispiel die Displays zum Ausrichten der ASTRO-1-Teleskope nicht. Die Teleskope mussten deshalb von der Erde aus gesteuert werden. Die wissenschaftlichen Ziele konnten aber trotzdem zu etwa 70 Prozent erreicht werden.
Die Landung der Columbia erfolgte am 11. Dezember auf der Edwards Air Force Base, zehn Tage später wurde die Columbia zum KSC zurückgebracht.